# Kosmos 1 (ZSRR)
Kosmos 1 – radziecki satelita technologiczny typu DS-2, pierwszy radziecki statek, który otrzymał nazwę Kosmos, nadawaną rosyjskim statkom kosmicznym do dzisiaj; oficjalnie wysłany w celu 70-dniowych badań zewnętrznych warstw ziemskiej atmosfery; w rzeczywistości był to statek sprawdzający możliwość wykorzystania satelity do zadań wywiadowczych.
Pierwszy satelita pomyślnie wyniesiony przez rakietę nośną Kosmos 63S1. Start 16 marca 1962 roku na orbitę o początkowych parametrach: perygeum – 213 km i apogeum – 980 km. Czas obiegu wynosił 96,35°, a nachylenie orbity do równika 49 stopni. Radionadajnik pracował na częstotliwości 20,003 90,018 Mhz. Pierwsze komunikaty podały, że przebieg badań prowadzonych przez aparaturę satelity przebiega zadowalająco. Zakończenie misji nastąpiło 25 maja 1962 roku.